# Harrisongs
Harrisongs Ltd. es una editorial musical fundada por el músico británico y miembro de The Beatles George Harrison.
Las primeras composiciones de Harrison (incluyendo "Don't Bother Me", la primera de ellas, que vería la luz en los álbumes With the Beatles y Meet the Beatles!) serían publicadas por Northern Songs, compañía establecida en 1963 por Dick James y Brian Epstein en representación de John Lennon y Paul McCartney, compositores principales dentro del grupo. George Harrison y Ringo Starr firmarían también un contrato con Northern Songs, si bien ninguno de los dos se mostraría satisfecho con los royalties percibidos como compositores; en señal de protesta, Harrison llegaría a mofarse de la compañía en la canción "Only a Northern Song". Harrison y Starr abandonarían Northern Songs al dejar expirar sus contratos en 1968, creando de forma paralela y respectivamente Harrisongs y Startling Music.
La nueva compañía de Harrison sería la encargada de publicar las últimas canciones compuestas al amparo del grupo, incluyendo "Here Comes the Sun" y "Something", así como sus primeros trabajos en solitario, incluyendo las canciones del álbum All Things Must Pass. En 1973, Harrison asignaría los derechos de autor de su álbum Living in the Material World a Material World Charitable Foundation, una organización de caridad establecida para ayudar a países pobres.
Las canciones del álbum de 1974 Dark Horse serían publicadas por Ganga Publishing, B.V. en los Estados Unidos y por Oops Publishing en el Reino Unido. Actualmente, sus canciones son publicadas por Umlaut Corporation, corporación controlada por su viuda Olivia Arias.
Harrisongs Limited sirve de vehículo para el proyecto musical del hijo de George, Dhani Harrison, en el grupo thenewno2.
- Datos: Q1813803